# Calcutta South Club
Calcutta South Club es un club de tenis sobre césped localizado en Calcuta, India. Aquí se realizaron partidos de la copa Davis. Se localiza en Bhawanipore localidad del Sur de Calcuta. El Calcutta South Club fue creado en 1920. El club es conocido como "la cuna de los juegos (tenis de césped) en el país (la India)"
El primer Campeonato Nacional de césped de la India se celebró en el Calcutta South Club en 1946.
- Datos: Q5018959